# Vattenfall

Logo Vattenfall

Vattenfall AB – szwedzki koncern energetyczny. Czwarty pod względem wielkości producent energii elektrycznej w Europie i największy producent ciepła. Firma prowadzi działalność w Danii, Finlandii, Niemczech, Szwecji, Wielkiej Brytanii i Holandii. Firma energetyczna Vattenfall jest własnością państwa szwedzkiego.
Vattenfall zamierza zostać liderem w kwestii klimatu i dąży do ograniczenia emisji dwutlenku węgla o połowę do 2030 roku w porównaniu do poziomu bazowego z 1990 roku – jednocześnie utrzymując lub nawet zwiększając obecną produkcję energii.

## Vattenfall w Polsce
W 2000 koncern nabył akcje Elektrociepłowni Warszawskich, w 2001 nabył akcje Górnośląskiego Zakładu Energetycznego S.A.
W roku 2011 99,8% akcji Vattenfall Heat Poland kupiło PGNiG za 2,96 mld zł. W 2011 dokonano także sprzedaży Górnośląskiego Zakładu Elektroenergetycznego za 7,6 mld zł na rzecz Grupy Tauron.
Nadal w Polsce działa spółka Vattenfall IT Services Poland Sp. z o.o., która świadczy usługi IT w obszarze aplikacji i infrastruktury dla klientów wewnątrz grupy kapitałowej, działa w Gliwicach oraz Katowicach.